# Maximilian Entrup
Maximilian Entrup (Viena, 25 de julio de 1997) es un futbolista austriaco que juega en la demarcación de delantero para el LASK de la Bundesliga.

## Selección nacional
Hizo su debut con la selección de fútbol de Austria el 21 de noviembre de 2023 en un partido amistoso contra Alemania que finalizó con un resultado de 2-0 tras los goles de Marcel Sabitzer y Christoph Baumgartner.

### Participaciones en Eurocopas
| Copa          | Sede     | Resultado        | Partidos | Goles |
| ------------- | -------- | ---------------- | -------- | ----- |
| Eurocopa 2024 | Alemania | Octavos de final | 0        | 0     |

## Clubes
| Club                            | País    | Año       | Partidos | Goles |
| ------------------------------- | ------- | --------- | -------- | ----- |
| Floridsdorfer AC                | Austria | 2015-2016 | 18       | 3     |
| SK Rapid Viena II               | Austria | 2016      | 2        | 0     |
| SK Rapid Viena                  | Austria | 2016      | 3        | 0     |
| SKN St. Pölten Juniors (cedido) | Austria | 2017-2018 | 15       | 9     |
| SKN St. Pölten (cedido)         | Austria | 2017-2018 | 7        | 0     |
| SV Lafnitz II                   | Austria | 2018      | 1        | 5     |
| SV Lafnitz                      | Austria | 2018-2019 | 30       | 5     |
| FCM Flyeralarm Traiskirchen     | Austria | 2020-2021 | 16       | 8     |
| FC Marchfeld Donauauen          | Austria | 2022-2023 | 38       | 32    |
| TSV Hartberg                    | Austria | 2023-2024 | 28       | 16    |
| LASK                            | Austria | 2024-     | 39       | 14    |